# Diplazium dameriae
Diplazium dameriae är en majbräkenväxtart som beskrevs av Pichi-serm.
Diplazium dameriae ingår i släktet Diplazium och familjen Athyriaceae. Inga underarter finns listade i Catalogue of Life.